# Nova Siri
Nova Siri község (comune) Olaszország Basilicata régiójában Matera megyében.

## Fekvése
A megye déli részén fekszik. Cosenza megyével határos. Kijárata van a Tarantói-öbölre.

## Története
A települést az ókorban alapították a Magna Graeciába érkező görög telepesek. A város félúton helyezkedik el Crotone és Taranto, a vidék két legjelentősebb ókori alapítású városa között.

## Népessége
A népesség számának alakulása:

## Főbb látnivalói
- Santa Maria Assunta-templom
- Madonna della Sulla-kápolna
- Sant’Antonio da Padova-templom (1953)